# Zaborowo (Janowiec Kościelny)
Zaborowo ist ein Dorf in der polnischen Woiwodschaft Ermland-Masuren. Es gehört Landgemeinde Janowiec Kościelny im Powiat Nidzicki (deutsch Kreis Neidenburg).
Zaborowo liegt westlich des Orschütz-Flusses (polnisch Orzyc) in der südwestlichen Mitte der Woiwodschaft Ermland-Masuren, drei Kilometer östlich der Grenze zur Woiwodschaft Masowien. Die Kreisstadt Nidzica (deutsch Neidenburg) befindet sich 16 Kilometer entfernt in nordwestlicher Richtung.
Bei der Wohnungs- und Volkszählung im Jahre 2011 zählte Zaborowo 132 Einwohner, davon 68 Frauen (51,5 %) und 64 Männer (48,5 %), 59,8 % der Einwohner waren im erwerbsfähigen Alter. Zaborowo ist heute Sitz eines Schulzenamtes (polnisch Sołectwo) und als solches eine Ortschaft im Verbund der Gmina Janowiec Kościelny im Powiat Nidzicki, bis 1998 der Woiwodschaft Olsztyn, seither der Woiwodschaft Ermland-Masuren zugehörig.
Kirchlich gesehen ist Zaborowo seitens der römisch-katholischen Kirche in die Pfarrei in Janowiec Kościelny im Dekanat Dzierzgowo im Bistum Płock eingegliedert, evangelischerseits in die Heilig-Kreuz-Kirche Nidzica in der Diözese Masuren der Evangelisch-Augsburgischen Kirche in Polen.
Zaborowo ist mit den Nachbarorten über Nebenstraßen verbunden. Eine Anbindung an den Bahnverkehr besteht nicht.